# فرودگاه ادبان کاونتی
فرودگاه ادبان کاونتی (به انگلیسی: Audubon County Airport) یک فرودگاه همگانی بهره‌برداری هوایی است که یک باند فرود بتن دارد و طول باند آن ۱۱۰۹ متر است. این فرودگاه در کشور ایالات متحده آمریکا قرار دارد و در ارتفاع ۳۹۲ متری از سطح دریا واقع شده‌است.